# وسترهانینیه
شهر وسترهانینیه (به سوئدی: Västerhaninge) در ناحیه شهری هانینیه در کشور سوئد واقع شده‌است. جمعیت این شهر ۱۵۳۵٫۱۹  نفر است.

## نگارخانه

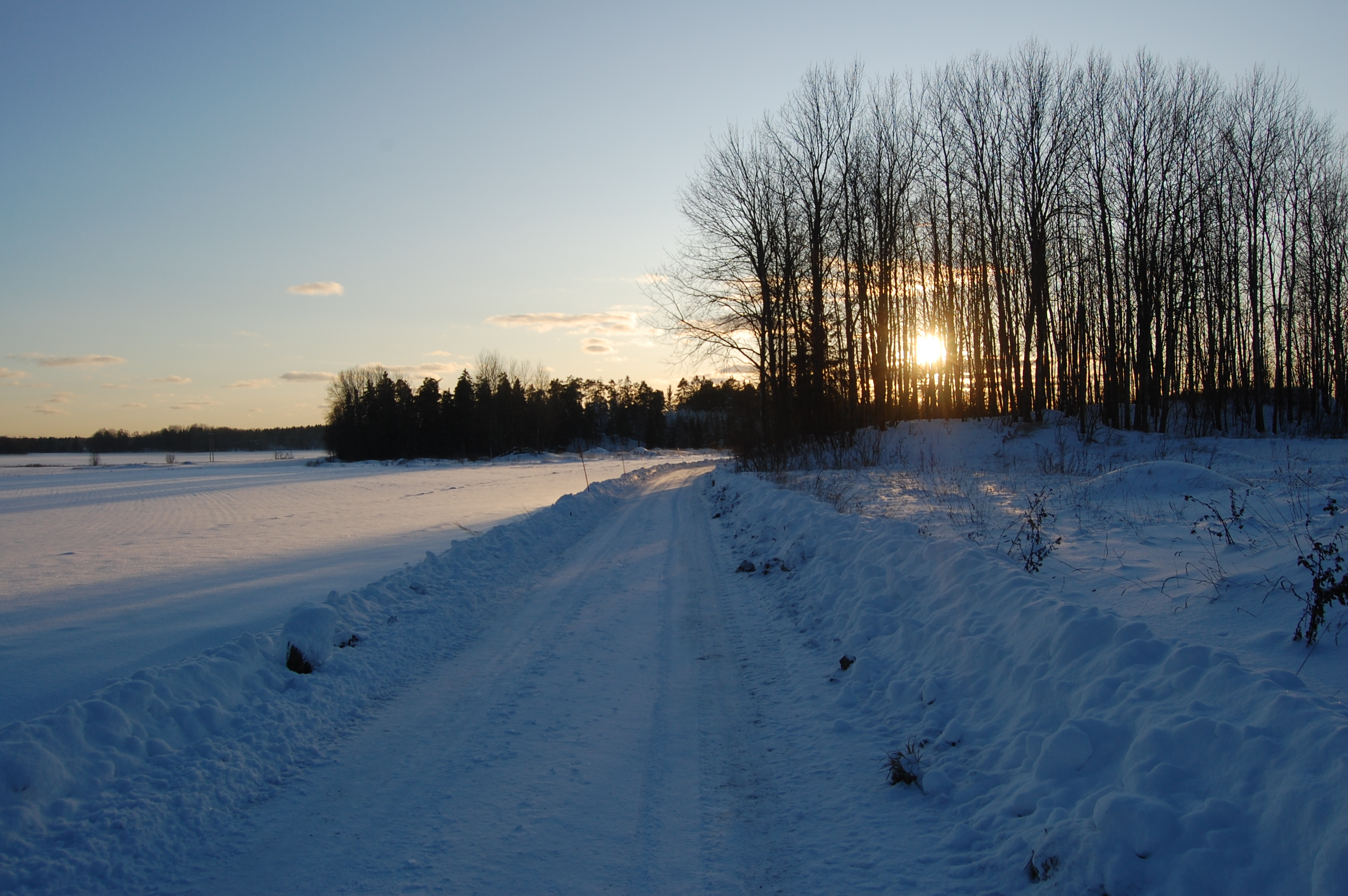
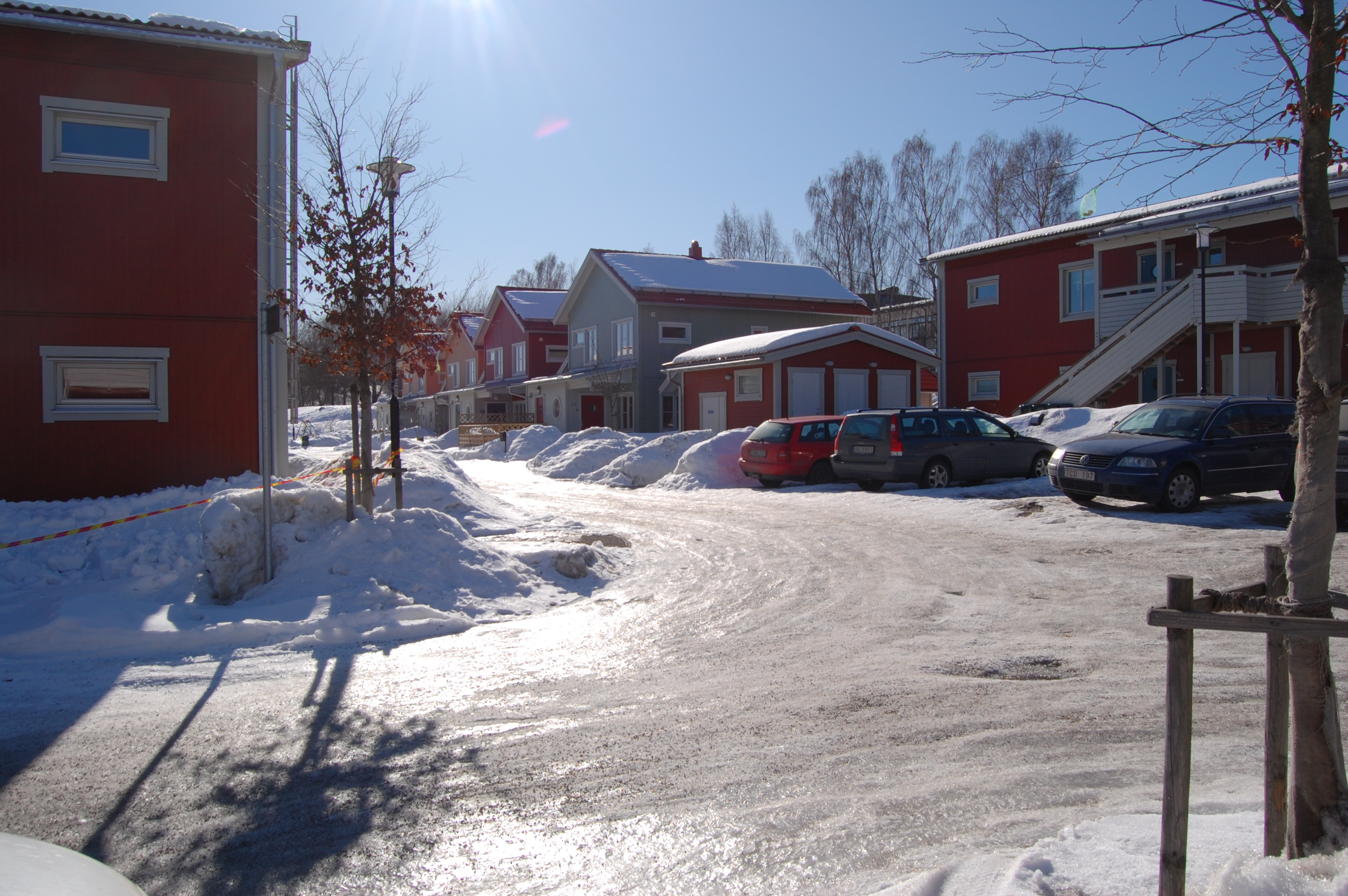
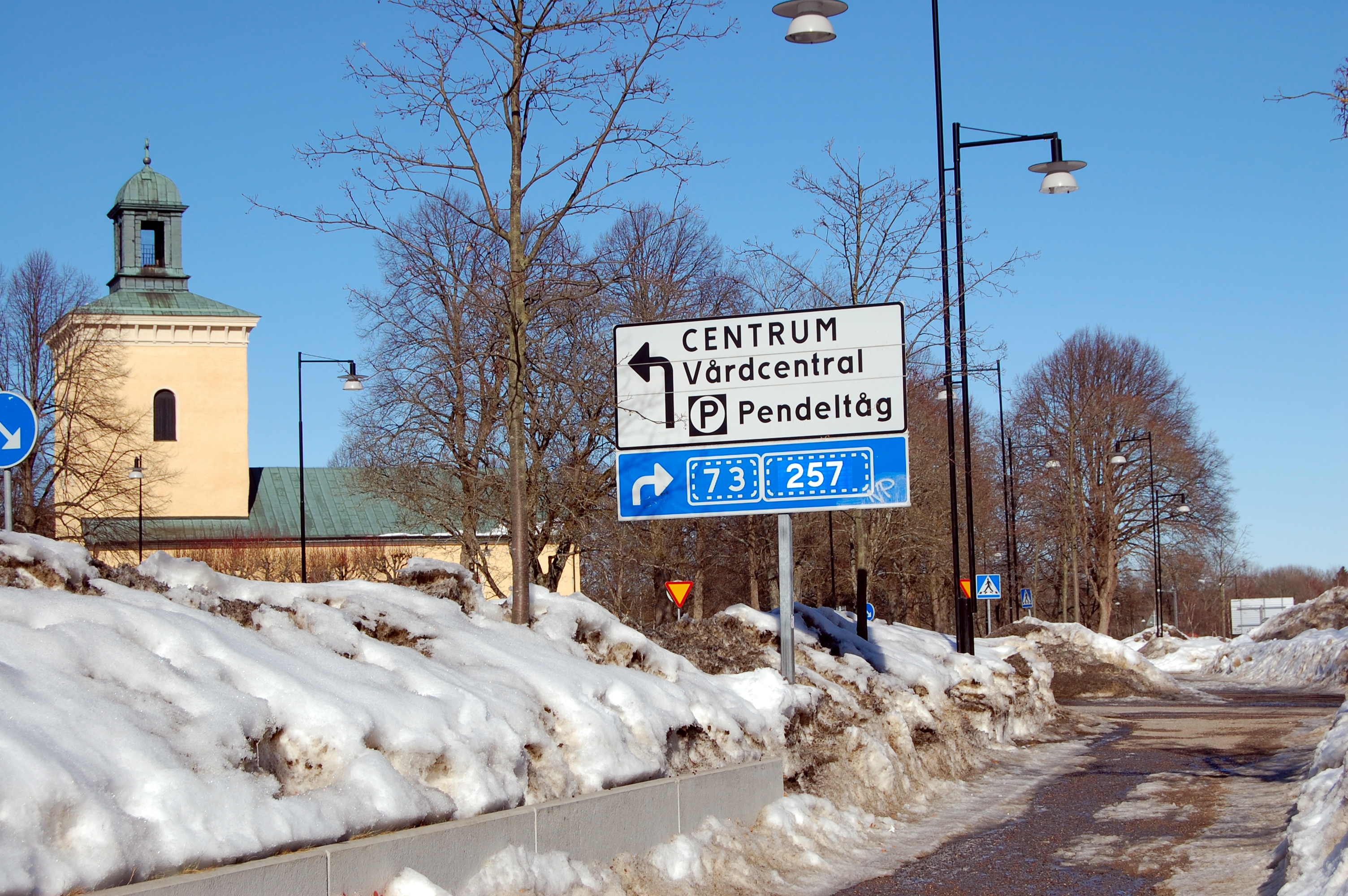
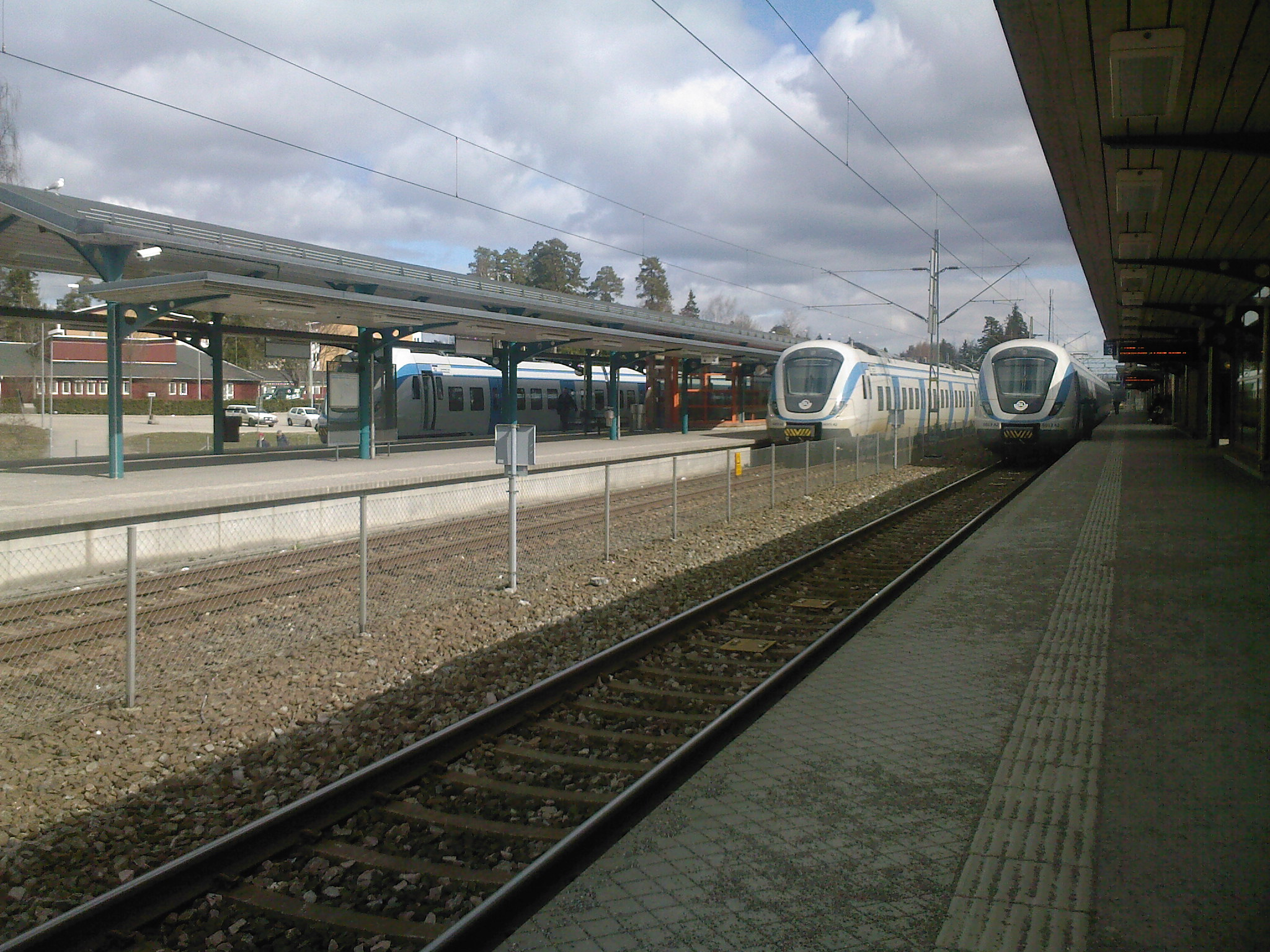
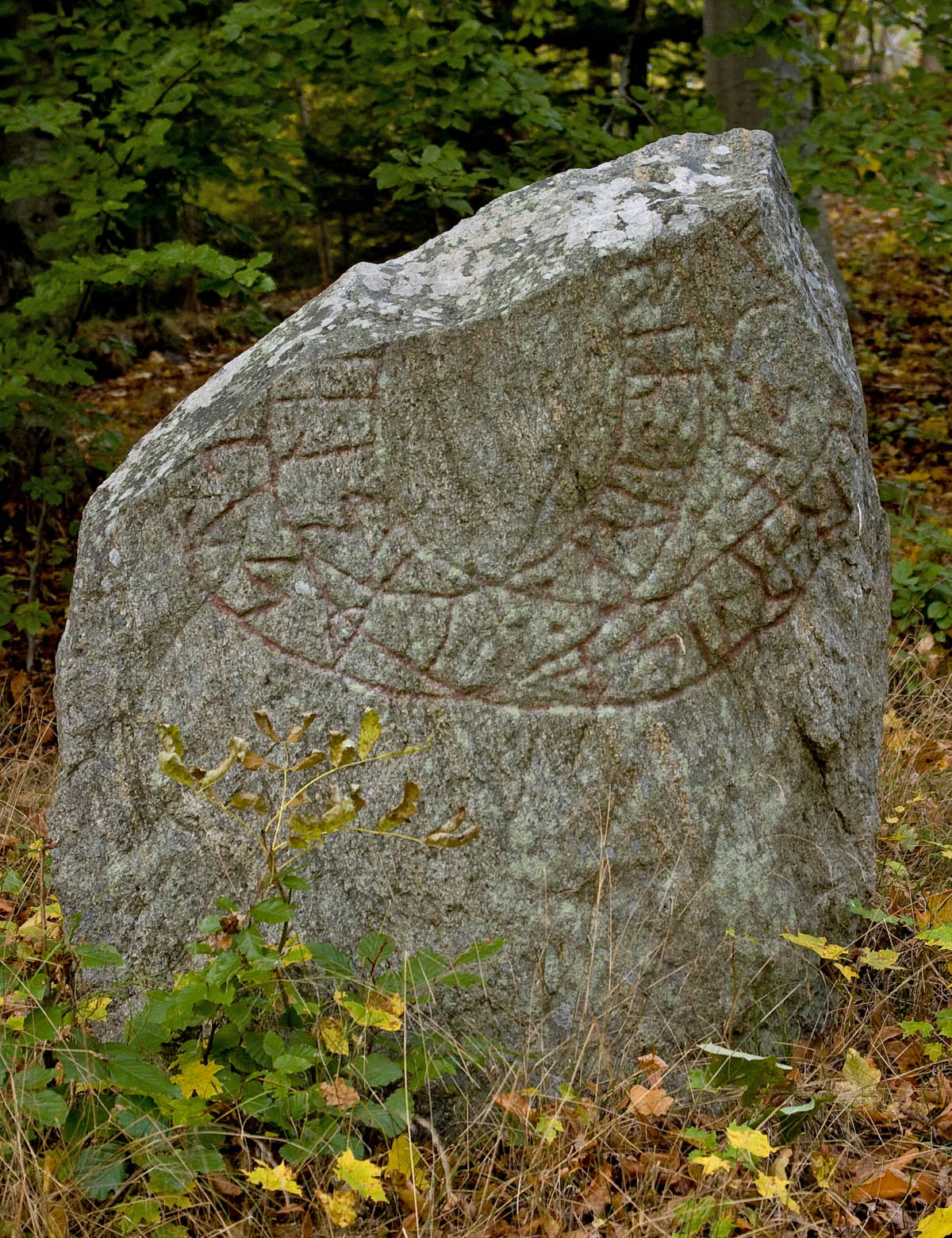